# جین هیگن
جین هیگن (به انگلیسی: Jean Hagen) (۳ اوت ۱۹۲۳ — ۲۹ اوت ۱۹۷۷) یک بازیگر آمریکایی بود.

## زندگی
هیگن با نام جین شرلی ورهیگن در شیکاگو، ایلینوی، ایلینوی زاده شد. پدر او کریستین ورهیگن یک مهاجر هلندی، و مادرش مری یک آمریکایی زادهٔ شیکاگو بود. وقتی او ۱۲ ساله بود، خانواده‌اش به الکهارت، ایندیانا نقل مکان کردند و در پی آن او از دبیرستان آن شهر دانش‌آموخته شد. هیگن پس از آنکه تئاتر را فرا گرفت به‌عنوان راهنمای سالن تئاتر مشغول به‌کار شد و سرانجام نخستین نقش خود را در سال ۱۹۴۶ در نمایش قطعه دیگری از جنگل ایفا کرد.

## حرفه
نخستین تجربه سینمایی هیگن، بازی در نقش زنی افسونگر در فیلم دنده آدم در سال ۱۹۴۹ بود. فیلم جنگل آسفالت (۱۹۵۰) فرصت بزرگی برای هیگن بود تا نخستین بازی برجسته خود را ارائه کند، و منتقدان را به تحسین وادارد. در همان سال در فیلم دیگری با نام خیابان فرعی ظاهر شد. هیگن به یادماندنی‌ترین نقش خود را در سال ۱۹۵۲ ایفا کرد. او در فیلم آواز در باران در نقش لینا لامونت یک هنرپیشه بی‌استعداد سینمای صامت ظاهر شد. او به خاطر بازی در این فیلم کمدی موزیکال، نامزد دریافت جایزه اسکار بهترین بازیگر نقش مکمل زن شد.
هیگن از سال ۱۹۵۳ بازی در سریال ساختن اتاق برای پدر را آغاز کرد. نقش‌آفرینی در این مجموعه، سه نامزدی جایزه گرمی را برای او به همراه داشت، اما پس از بازی در سه فصل، به دلیل افزایش اختلافات، گروه سازندگان سریال را ترک کرد. چند سال بعد، او دوباره در چند سریال و فیلم تلویزیونی ظاهر شد. آخرین فیلمی که هیگن در آن بازی کرد، شباهت کامل در سال ۱۹۶۴ بود.

## مرگ
هیگن در سال ۱۹۷۷ در سن ۵۴ سالگی بر اثر سرطان مری درگذشت. ستاره‌ای به نام او در پیاده‌روی شهرت هالیوود قرار دارد.

## فیلم‌شناسی
- دنده آدم (۱۹۴۹)
- جنگل آسفالت (۱۹۵۰)
- خیابان فرعی (۱۹۵۰)
- آواز در باران (۱۹۵۲)
- دلبران لاتین (۱۹۵۳)
- کارد بزرگ (۱۹۵۵)
- سگ پشمالو (۱۹۵۹)
- طلوع در کامپوبلو (۱۹۶۰)
- وحشت در سال صفر (۱۹۶۲)
- شباهت کامل (۱۹۶۴)